# Gnadochaeta sigilla
Gnadochaeta sigilla är en tvåvingeart som först beskrevs av Henry J. Reinhard 1959.  Gnadochaeta sigilla ingår i släktet Gnadochaeta och familjen parasitflugor. Inga underarter finns listade i Catalogue of Life.